# Carl Swartling
Carl Axel Ferdinand Swartling, född den 28 december 1908 i Stockholm, död där den 20 december 1978, var en svensk advokat med affärsjuridisk verksamhet som fortsätts av Mannheimer Swartling. Han var son till John Swartling och far till Anders Swartling.

## Biografi
Swartling avlade juris kandidatexamen vid Stockholms högskola 1932 och blev ledamot av Sveriges Advokatsamfund 1936. Han var delägare i Sune Wetters advokatbyrå i Stockholm 1942–1948, i Wetter & Swartling advokatbyrå 1948–1974 och i Carl Swartling advokatbyrå från 1974. Swartling är begravd på Lidingö kyrkogård.